# 丹波幹雄
丹波 幹雄（たんば みきお、1974年9月30日 - ）は、神奈川県横浜市出身の元プロ野球選手（投手）。右投右打。

## 来歴・人物
横浜高校で1年から投手としてベンチ入りしたが、肘を痛め1年冬に退部。以後野球からは離れていたが、1995年8月17日に当時の横浜高校野球部の2年生エースで4番打者、将来を嘱望されていた弟・慎也が心臓発作を起こして急逝。その後弟の遺志を継ぐべく、1996年から社会人野球のクラブチームであるWIEN BASEBALL CLUBに入って野球を再開した。
1998年のドラフト会議でヤクルトスワローズに8位指名され入団。当時、小倉恒以来6年ぶりとなるクラブチームに所属する選手としての指名だった。
しかし一軍で登板することはできず、2002年に戦力外通告を受けて現役を引退した。
引退後は横浜市交通局を経て、川崎市の川崎鶴見臨港バスでバス運転手として勤務している。

## 弟・丹波慎也に対する評価
弟の丹波慎也は活躍を嘱望されながらも実績を残す前に17歳（高校2年）で急逝したが、各種報道では松坂大輔（同じく横浜高校の野球部で、慎也の2年下の学年で活躍した）以上の逸材だったとしてたびたび取り上げられている。
50年以上横浜高校を指導した渡辺元智は、慎也について「総合的に見て松坂より上だった。ストレートの速さは松坂以上の選手になっていたかもしれない」と評している。
同校野球部で慎也の1年後輩であり現在は俳優として知られる上地雄輔は、慎也に憧れて横浜高校に入学し、捕手を務めた。上地は後に自身の1年後輩である松坂大輔ともバッテリーを組んだが、慎也について「漫画みたいな人で、一番の天才だったと思う。同じ時期で比べたら、松坂よりも間違いなく完成度が高かった」と評している。

## 詳細情報

### 年度別投手成績
- 一軍公式戦出場なし

### 背番号
- 62 （1999年 - 2002年）